# Ero-guro

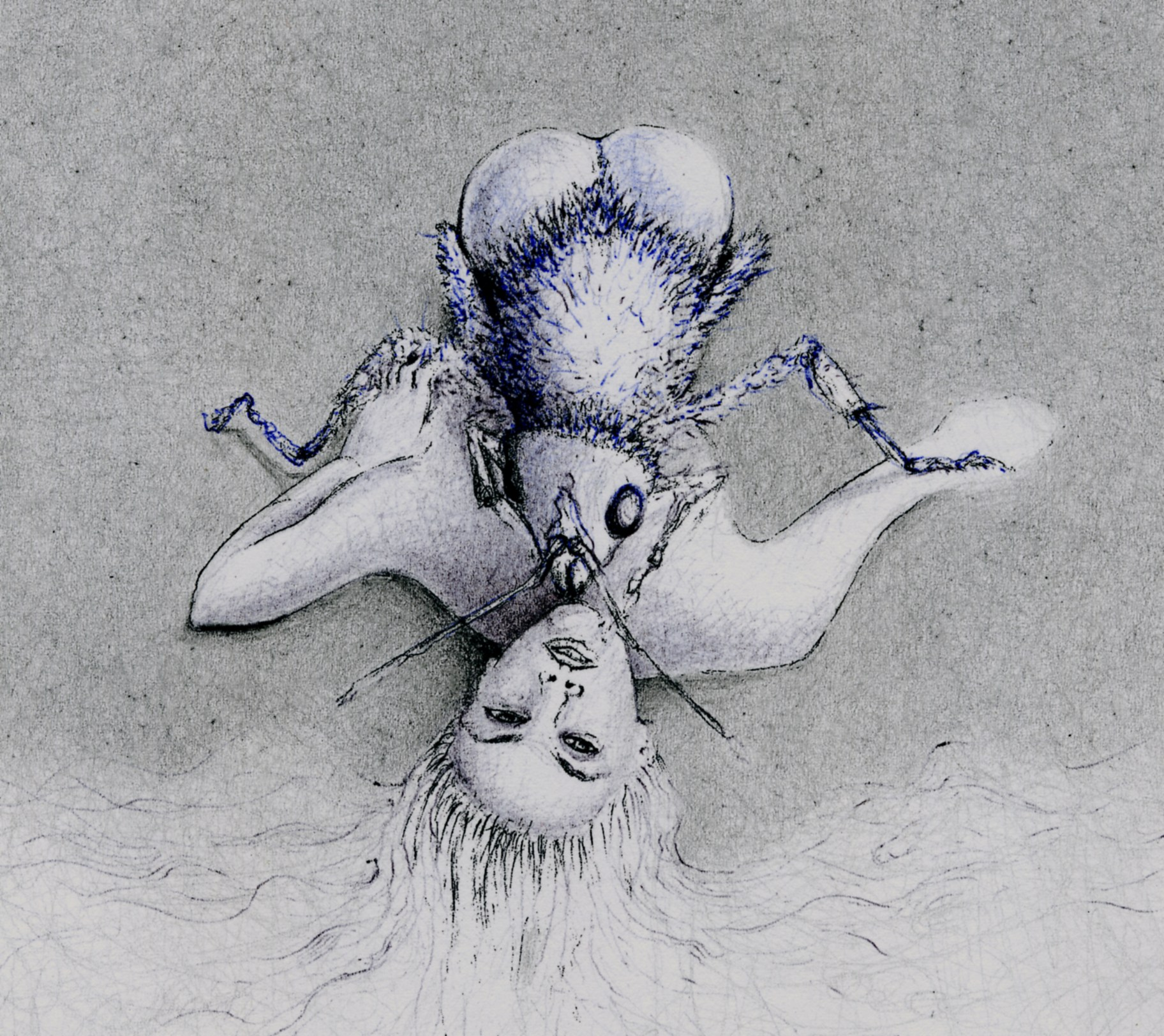
Ero-guro

Ero-guro (jap. エログロ) – termin swobodnie definiowany, powstały z japońskiej sztuki i muzyki, którego głównym tematem jest wyolbrzymiona przemoc, a także wszelkiego typu makabryczne zjawiska zawierające wątki erotyczne. Słowo ero-guro (lub ero guro nansensu) jest gairaigo zapożyczonym z angielskich słów erotic grotesque nonsense (czasami upraszcza się je do samego guro).

## Informacje o gatunku
Charakterystyczne dla ero-guro jest przedstawianie scen makabrycznych połączonych z wątkami seksualnymi. Często elementy erotyczne, nawet jeśli nie wyeksponowane, łączą się z groteską. Niektórzy artyści traktują swe dzieła ero-guro jako produkty krytykujące japońską kulturę konsumencką. Ero-guro zauważyć można także w japońskiej pornografii i hentai, gdzie wykorzystywane są takie elementy jak krew, gore, brzydota, okaleczenie, fekalia itp. Popularne obecnie w hentai macki (ang. tentacle) wywodzą się właśnie z ero-guro, chociaż motyw ten wykorzystany był już wcześniej, np. przez Hokusaia (drzeworyt „Sen żony rybaka” z ok. 1820 roku). Macki stały się jednak tak popularne, że obecnie wyróżnia się je jako osobny podgatunek pornograficznych mang i anime. Elementy ero-guro wykorzystywane są także w filmowych horrorach oraz pinku eiga (filmowa „miękka” pornografia), zwłaszcza tych powstających w latach 60. i 70., np. „Edogawa ranpo taizen: Kyofu kikei ningen” Teruo Ishiiego (1969) czy „Mō ichido yatte” Giichiego Nishihary (1976).

## Historia
Ero-guro pierwszy raz pojawiło się w literaturze japońskiej lat 20. i 30. XX wieku. Po I wojnie światowej w wielu kulturach różnych krajów zaobserwowano wzrost emancypacji, zwłaszcza w takich kręgach kulturowych jak jazz czy obrońcy praw kobiet. Ero-guro może być postrzegane jako „produkt” światowego złagodzenia seksualnych tabu. Podczas II wojny światowej działalność tego ruchu przygasła, jednak w powojennej Japonii odrodziła się na nowo, zwłaszcza w muzyce i mandze. Z czasem wpływ ero-guro zaczął być dostrzegalny w innych dziedzinach, takich jak sztuki piękne, teatr oraz film.

## Twórcy
Jednymi z bardziej znanych twórców ero-guro są:
- Suehiro Maruo
- Shintaro Kago
- Jun Hayami
- Toshio Maeda
- Henmaru Machino
- Waita Uziga
- Nega (zespół Visual Kei)